# Cersa kratochvili
Cersa kratochvili is een hooiwagen uit de familie Zalmoxioidae.